# Euphoric Heartbreak
Euphoric Heartbreak è il secondo album in studio del gruppo rock scozzese Glasvegas, pubblicato nel 2011.

## Tracce
1. Pain Pain, Never Again – 2:59
2. The World Is Yours – 4:53
3. You – 4:29
4. Shine Like Stars – 3:36
5. Whatever Hurts You Through the Night – 4:38
6. Stronger Than Dirt (Homosexuality Pt. 2) – 3:46
7. Dream Dream Dreaming – 5:17
8. I Feel Wrong (Homosexuality Pt. 1) – 5:08
9. Euphoria, Take My Hand – 4:33
10. Lots Sometimes – 7:11
11. Change – 3:13